# アル・サリェー・ダ・カン・ロカ
アル・サリェー・ダ・カン・ロカ（カタルーニャ語: El Celler de Can Roca）は、スペイン・カタルーニャ州ジローナ県ジローナにあるレストラン。1986年にシェフのジュアン・ロカとソムリエのジュゼップ・ロカによって開業し、2007年にはパティシエのジョルディ・ロカが加わった。エル・セジェール・デ・カン・ロカ、エル・セリェール・デ・カン・ロカなどと表記されることもある。
当初はロカ3兄弟の両親が経営するレストラン「カン・ロカ」の隣で営業していたが、2007年には現在の場所に移転した。2009年からミシュランガイドの3つ星を保持している。2013年と2015年にはレストラン誌の「世界のベストレストラン50」で第1位に選出され、2011年・2012年・2014年には第2位に選出された。

## 歴史

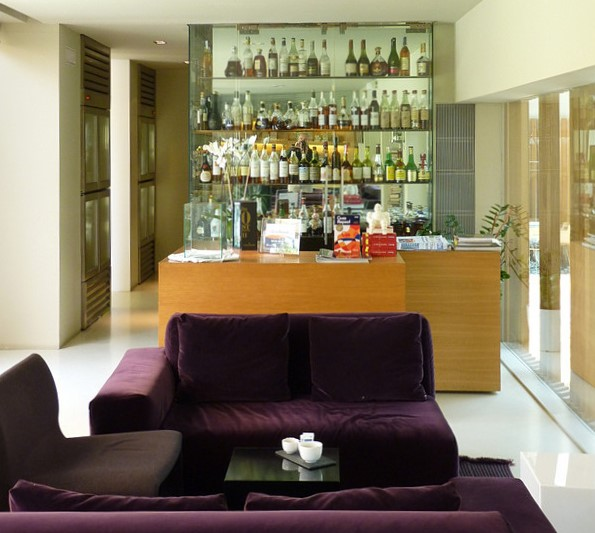
レストラン内のバー

1967年にロカ3兄弟の両親がジローナ県ジローナに「カン・ロカ」という大衆向けレストランを開いた。1986年になり長男のジュアン・ロカと次男のジュゼップ・ロカが、「カン・ロカ」の隣に「アル・サリェー・ダ・カン・ロカ」を開店させた。
2007年には三男のジョルディ・ロカが加わった。2007年後半には店舗を元の建物から約100メートル離れた現代的な建物に移転し、それま使われていた元の建物はスタッフの食事場として使用されることとなった。新しい建物は木製の床に簡素なテーブルを備えており、それぞれのテーブルには3兄弟を意味する3個の石が置かれている。食器はドイツのローゼンタール社製である。厨房では約30人が働き、入り口には自動ドアが設置されている。営業日には少なくとも3兄弟のうち1人が厨房に立っており、45人の客を受け入れ可能となっている。
2009年にはイギリスのカンブリア州カートメルにある「ランクリム」（ミシュランガイド2つ星）のシェフ長であるマーク・バーチルがルー奨学金を得て、「アル・サリェー・ダ・カン・ロカ」で修行する権利を手にした。2011年12月13日にはイギリスのテレビ番組『マスターシェフ 天才料理人バトル!』に出場し、決勝戦に進出したことで知名度を上げた。3人のファイナリストがロカ3兄弟に対して自身の創作料理を提供し、さらに本来のメニュー6品を番組のゲストに提供する。
2013年には本レストランを主題としたドキュメンタリー映画『エル・ソムニ -夢の饗宴-』が公開され、2014年10月のラテンビート映画祭で日本公開された際にはジュゼップが日本を訪れている。2014年には「世界のベストレストラン50」でジョルディが世界最優秀パティシエに選出された。2016年5月からは地元のジローナ大学と協力して、7週間・全35時間をかけたオンライン料理教室を行っている。

## 料理

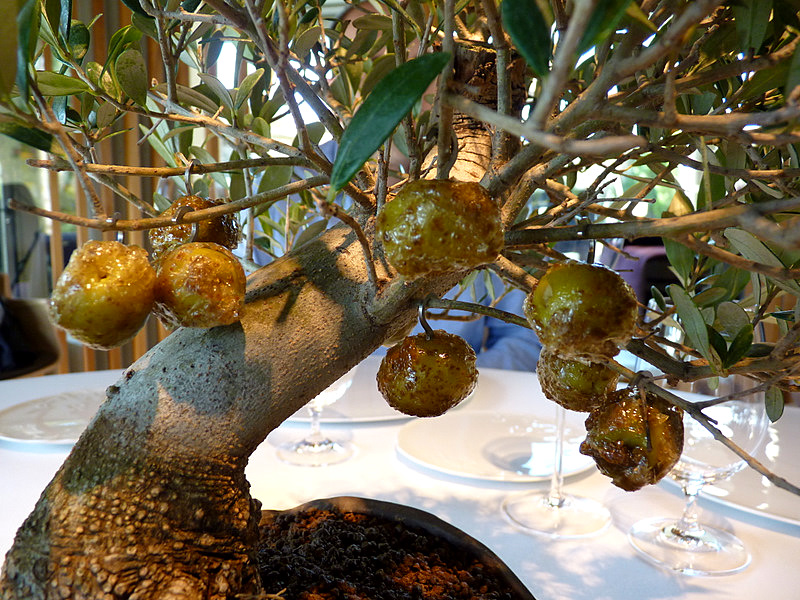
カラメルがけしたオリーブの盆栽

長男のジュアン・ロカがシェフ長、次男のジュゼップ・ロカがソムリエ、三男のジョルディ・ロカがデザートを担当している。ロカ3兄弟はアメリカのハーバード大学科学・料理プログラムで学んだ経験がある。伝統的なカタルーニャ料理と創造的なスタイルを組み合わせた料理を提供している。60,000本のワインセラーを有し、注文したコース料理に合うワインが添えられる。コースの最後にはジョルディによるデザートが提供される。
レストランでは主にカタルーニャ地方で獲れた食材を使用している。カラメルソースをかけたオリーブを盆栽に吊るしたり、地中海の海底に見立てた皿の上にエビを盛り付けるなど、奇抜な様式で提供されることもある。分子ガストロノミー技術や珍しい体裁の料理が、基本的な味付けの料理と組み合わされている。ミシュランガイドはその料理を単に「創造的」と表現している。タイムズ紙のエドワード・オーウェンは「伝統的料理とシュルレアリスムの筆致の融合」と書いた。ミシュランガイドの3つ星レストランとしてはリーズナブルな価格を設定している。
店に到着したゲストは厨房の一角にある軽食コーナーを訪れることができ、このレストランが用いている特異な技法やプレゼンテーションの紹介を受けることができる。ロブスターやフォアグラなどの高級食材も用いているが、ハト、メルルーサ、豚足などカタルーニャ料理の影響が強い食材も用いている。魚料理には「ザリガニのヴルーテソースがけ、ココアやミントを添えたワケギとともに」などがある。いくつかのメニューやデザートは、カルバン・クラインの「エタニティ」、キャロリーナ・ヘレラ、ブルガリの「ランコム」などの香りに基づいて作られている。

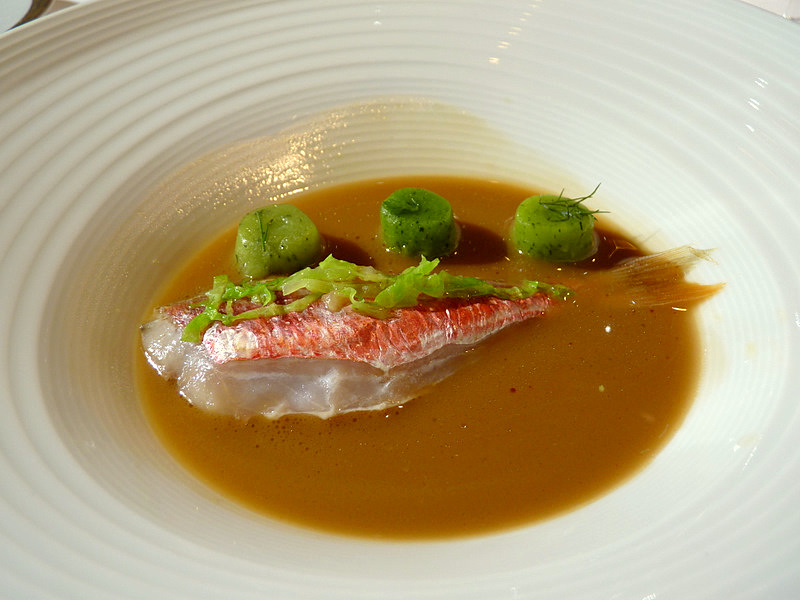
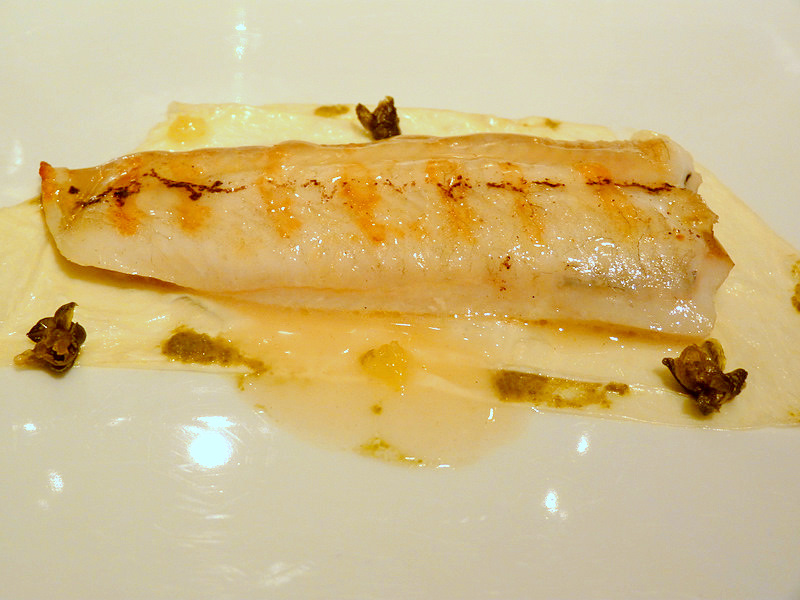
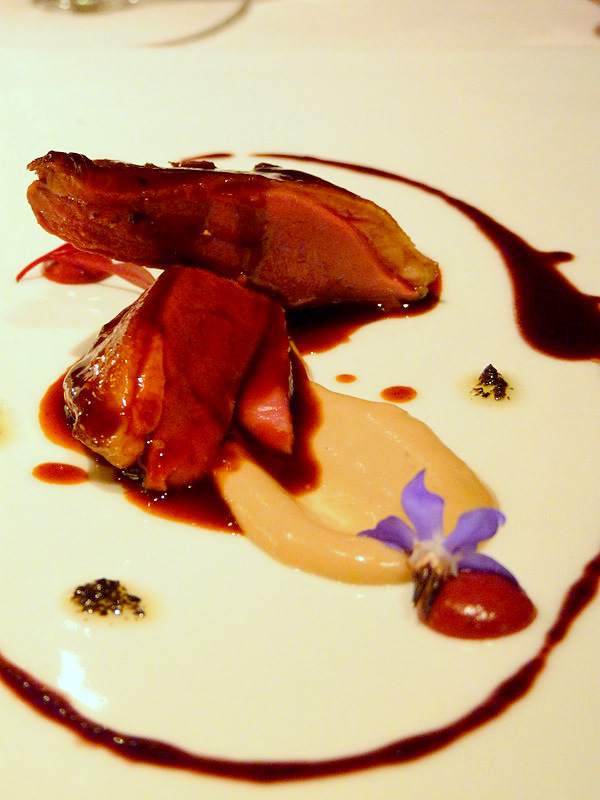
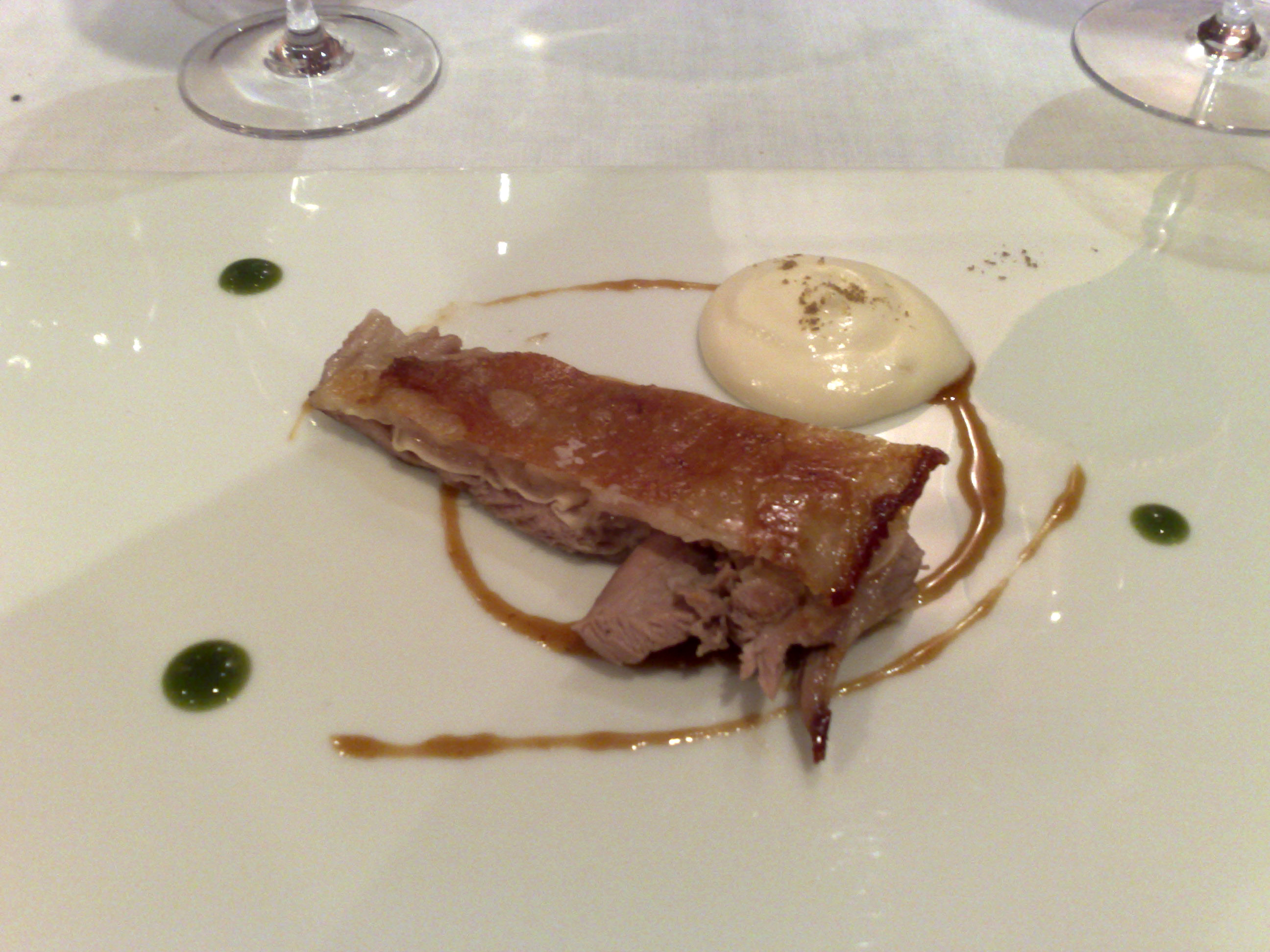

## 評価

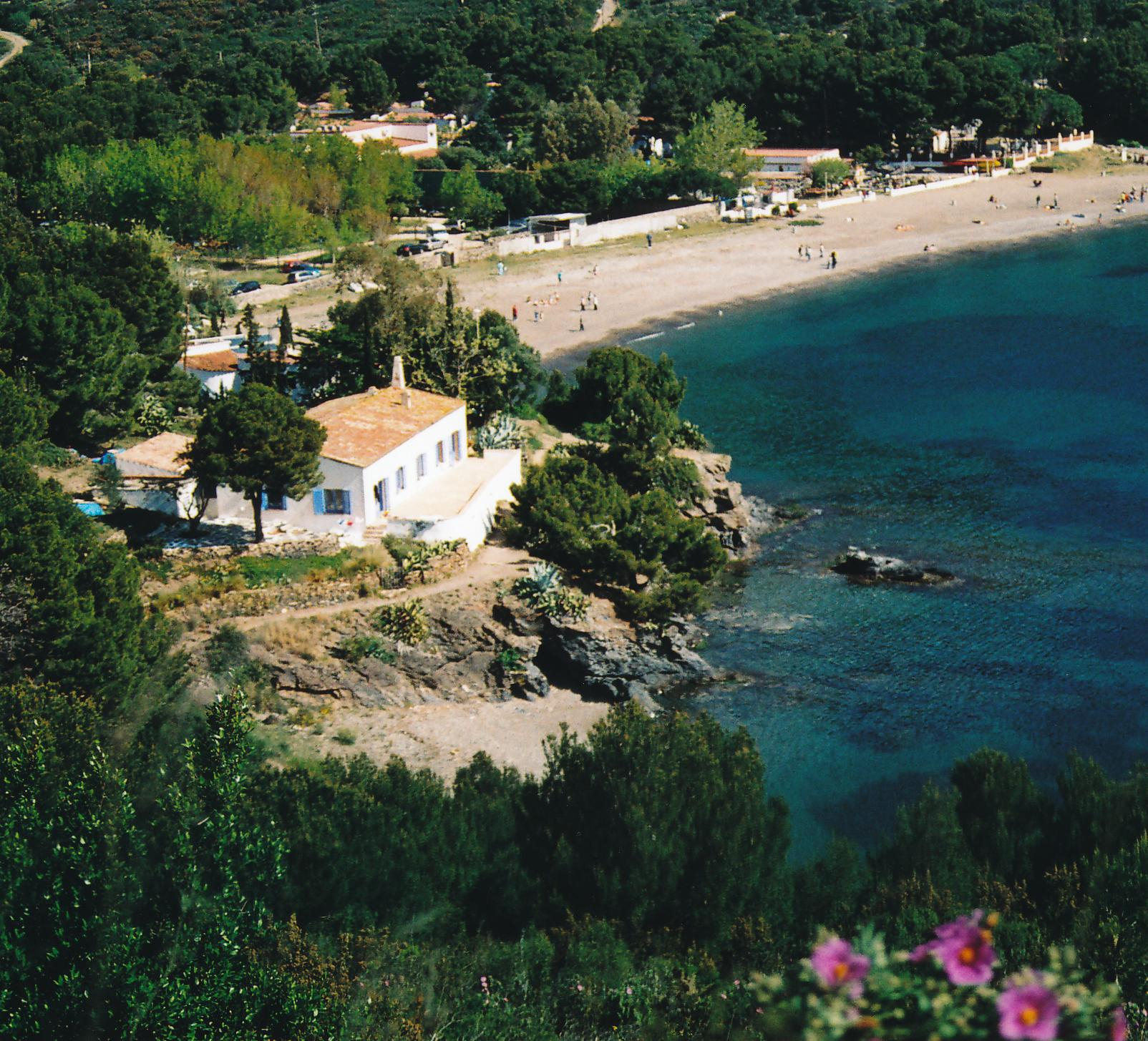
比較されることがある「エル・ブジ」

フランス人料理人のミシェル・ルーは「ヨーロッパ最高のレストランのひとつ」と評価している。その息子ミシェル・ルー・Jr.はお気に入りのレストランに挙げている。2008年にイギリス人料理評論家のニコラス・ランダーはフィナンシャル・タイムズ誌で取り上げ、子牛のタルタルを称賛したほか、子羊のメイン、ヤギ乳のアイスクリームに感銘を受けたとした。
アメリカ人料理評論家のジョナサン・ゴールドはウォール・ストリート・ジャーナル誌で、カラメルソースをかけたオリーブを「楽しく、忘れられない」と書いた。2011年9月にはタイムズ誌の料理面編集者であるトニー・ターンブルが「ベスト10レストラン」の第1位に挙げた。
同じカタルーニャ州ジローナ県にある「エル・ブジ」と比較されることがある。イギリス人料理評論家のA・A・ジルはタイムズ誌で「エル・ブジ」と比較した上で、「アル・サリェー・ダ・カン・ロカ」は「エル・ブジ」の直接的な代替物ではなく、「傑出した厨房を持つ。複雑で、凝りすぎて疲れ、その眺望・歴史・政治に気づいた新スペイン料理の自信みなぎる波の一部」と表現した 。
アメリカの料理サイトであるデイリー・ミールが2012年に初めて発表した「ヨーロッパのベスト101レストラン」では12位に選ばれた。同年にはイギリスのサンデー・テレグラフ紙で「レストラン・オブ・ザ・イヤー」に選ばれた。

### ミシュランガイド
- 1995年-2001年 1つ星
- 2002年-2008年 2つ星
- 2009年-2016年 3つ星

1995年にはミシュランガイドで1つ星を獲得し、2002年には2つ星を獲得し、2009年には3つ星を獲得した。

### 世界のベストレストラン50
- 2005年 圏外
- 2006年 21位
- 2007年 11位
- 2008年 26位
- 2009年 5位
- 2010年 4位

- 2011年 2位
- 2012年 2位
- 2013年 1位
- 2014年 2位
- 2015年 1位

2006年にはレストラン誌の「世界のベストレストラン50」で第21位に選出され、2009年にはもっとも大きく順位を上げて第5位となった。2010年には第4位となり、2011年と2012年には第2位となった。この2年間はデンマークの「ノーマ」が第1位に輝いており、第3位には同じスペイン勢でバスク州にあるムガリッツが入っている。2013年には「世界のベストレストラン50」で第1位に選出された。スペインのレストランが第1位となるのは2009年の「エル・ブジ」以来である。2014年には「ノーマ」に首位を明け渡して第2位となったが、2015年には再び第1位に選ばれた。